# Johanna von der Mühll-von Thur
Johanna von der Mühll-von Thur (* 19. Mai 1894 in Basel; † 29. Juli 1974 ebenda) war eine Schweizer Künstlerin, Schriftstellerin und Kunsthistorikerin.

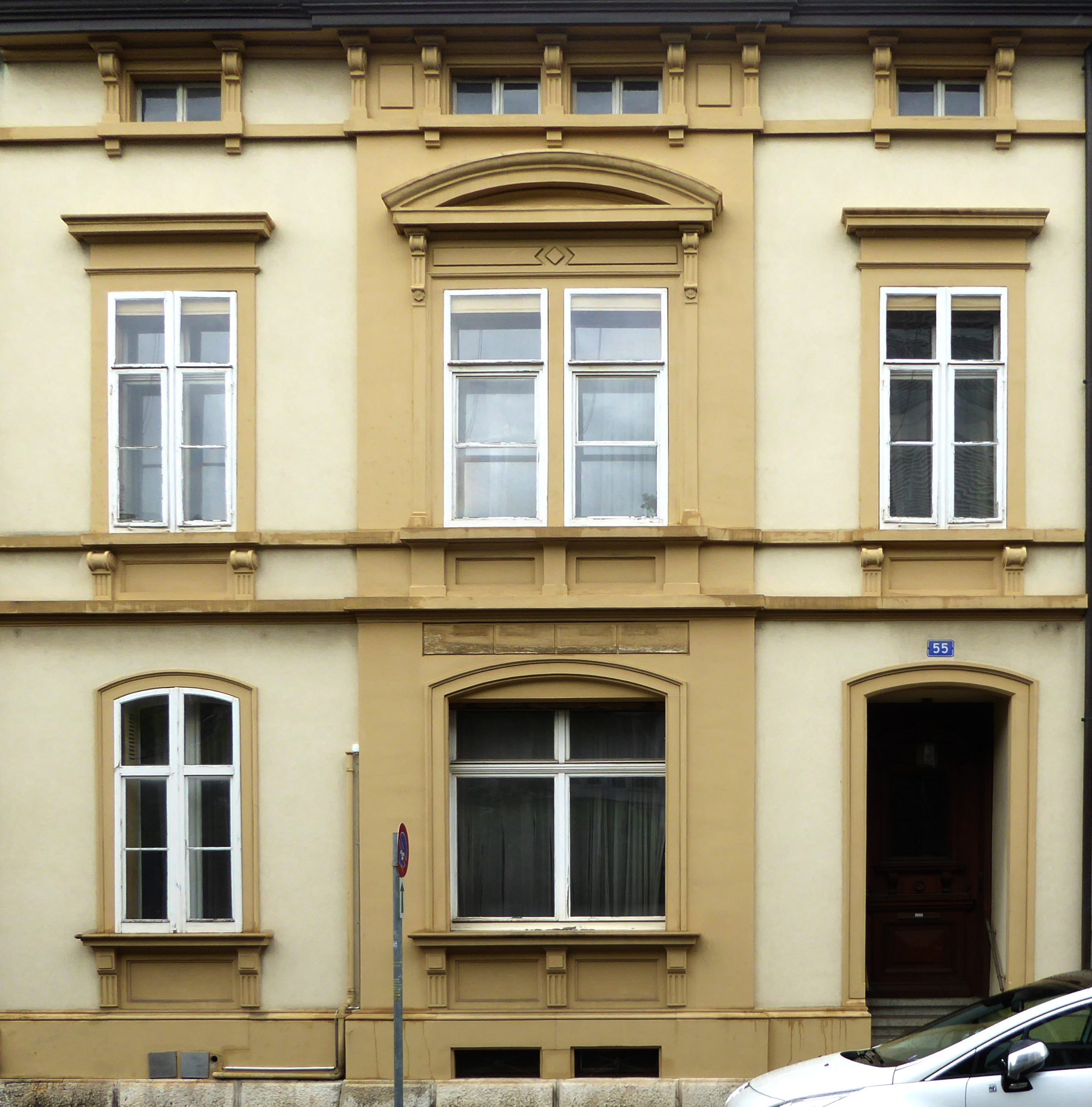
Wohnsitz an der Holbeinstrasse 55 in Basel.

## Leben und Werk

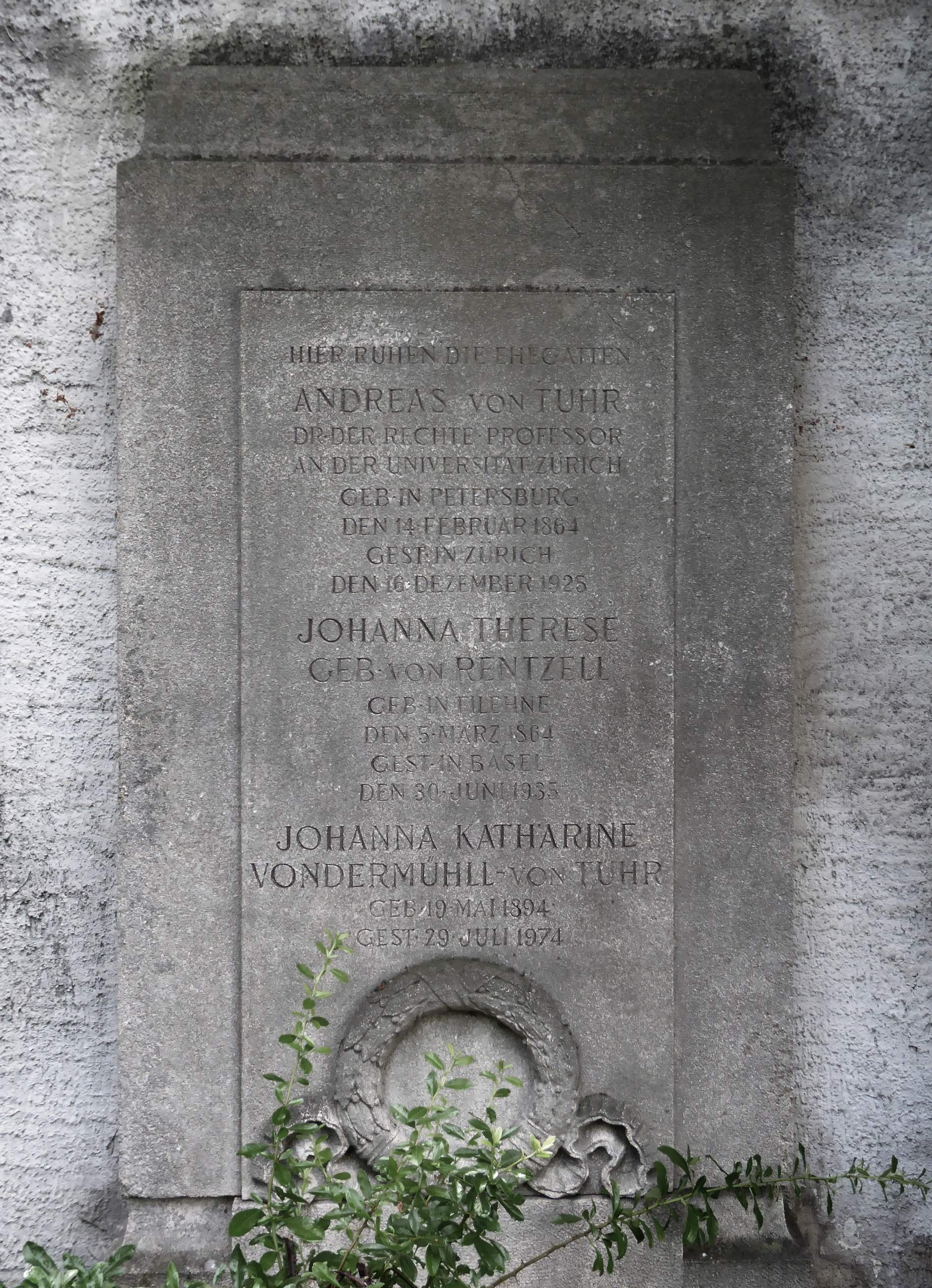
Grab auf dem Wolfgottesacker in Basel.

Johanna von Thur war eine Tochter des Juristen Andreas von Thur und der aus Wieleń stammenden Johanna Therese, geborene Rentzell (* 5. März 1864 in Filehne; † 30. Juni 1935 in Basel).
Johanna von Thur besuchte ab 1919 die Kunstakademie in Halle und Köln, wo sie u. a. vom Maler, Grafiker und Designer Otto Fischer unterrichtet wurde. 1920 heiratete sie den Juristen Karl Von der Mühll (* 29. Oktober 1879; † 11. Juli 1936). Sein Vater war der Mathematiker und Physiker Karl von der Mühll. Als alte Basler Patrizierfamilie, gehörten sie dem Basler Daig an. Das Ehepaar wohnte an der Holbeinstrasse 55 in Basel.
Johanna besuchte Aktkurse an der Allgemeinen Gewerbeschule Basel und im Basler Lyceumklub. Zudem war sie Mitglied der Schweizerischen Gesellschaft Bildender Künstlerinnen (SGBK) Sektion Basel. Von 1910 bis 1974 sind rund 32 Gemälde erhalten geblieben sowie eine umfangreiche Sammlung von Zeichnungen, Buchillustrationen und mehreren Skizzenbüchern. Die Universitätsbibliothek Basel erfasst die Werke seit 2020. Sobald die Erschliessungsarbeit abgeschlossen ist, folgt die konservatorische Bearbeitung der Werke im Hinblick auf deren Digitalisierung, die den Abschluss der Bearbeitungskette des Nachlasses bildet. (Stand Juni 2022)
Johanna von der Mühll-von Thur war promovierte Kunsthistorikerin und schrieb Kurzgeschichten u. a. für die Basler Nachrichten. Zudem war sie Vizepräsidentin des Schweizerischen Schriftstellervereins sowie Präsidentin des Basler Pen-Clubs.
Im Auftrag der Gesellschaft «Schweizer Volkskunde», deren Vorsitzender Karl Meuli war, hielt sie die gebräuchlichen Basler Sitten der 1920er-Jahre im 1944 erschienenen Buch Basler Sitten: Herkommen und Brauch im häuslichen Leben einer städtischen Bürgerschaft fest. Die erste Auflage war schon nach zwei Monaten ausverkauft. 1969 erschien die zweite und 1985 die dritte unveränderte Auflage.
Johanna von der Mühll-von Thur fand ihre letzte Ruhestätte auf dem Wolfgottesacker in Basel.